# تایوتیچ
تایوتیچ (به لاتین: Tyutyunche) یک منطقهٔ مسکونی در بلغارستان است که در شهرستان ژبل واقع شده‌است. تایوتیچ ۱۰۳ نفر جمعیت دارد.